# Grinderman (альбом)
Grinderman — дебютный студийный альбом группы Grinderman (сайд-проект Nick Cave and the Bad Seeds), изданный в марте 2007 года.

## История создания
После продолжительных гастролей Nick Cave and the Bad Seeds в поддержку альбома Abattoir Blues/The Lyre of Orpheus (2004), Кейв начал писать песни на гитаре, инструменте, на котором он довольно редко играет. После ряда экспериментов Grinderman записали одноимённое демо на студии Metropolis Studios в Лондоне, именно этот материал стал основой для будущего альбома. Запись проходила с продюсером Ником Лоне, давним другом коллектива, на студиях RAK Studios и Metropolis Studios. По словам Лоне, запись сессий длилась всего четыре дня, и в течение её было записано ещё и множество дополнительных материалов. Некоторые из них вошли на би-сайды к синглам «Get It On», « No Pussy Blues» и «(I Don’t Need You To) Set Me Free». В целом звук альбома получился сырой и грязный, напоминающий старый проект Кейва The Birthday Party, лирическое и музыкальное содержание Grinderman резко отличается от Abattoir Blues/The Lyre of Orpheus, что, собственно, и было целью музыканта.

## Приём
Альбом получил единодушное признание критиков на международном уровне. В чарте Billboard Top Heatseekers он дебютировал под первым номером. На сайте Metacritic Grinderman имеет 83 балла из 100, что указывает на «всеобщее признание».

## Список композиций
| №   | Название                            | Длительность |
| --- | ----------------------------------- | ------------ |
| 1.  | «Get It On»                         | 3:07         |
| 2.  | «No Pussy Blues»                    | 4:20         |
| 3.  | «Electric Alice»                    | 3:15         |
| 4.  | «Grinderman»                        | 4:33         |
| 5.  | «Depth Charge Ethel»                | 3:47         |
| 6.  | «Go Tell the Women»                 | 3:24         |
| 7.  | «(I Don't Need You To) Set Me Free» | 4:06         |
| 8.  | «Honey Bee (Let's Fly to Mars)»     | 3:18         |
| 9.  | «Man in the Moon»                   | 2:10         |
| 10. | «When My Love Comes Down»           | 3:32         |
| 11. | «Love Bomb»                         | 4:26         |

Изъятый материал
| №  | Название           | Длительность |
| -- | ------------------ | ------------ |
| 1. | «Chain of Flowers» | 3:35         |
| 2. | «Decoration Day»   | 3:19         |
| 3. | «Vortex»           | 3:53         |
| 4. | «Rise»             | 4:20         |
| 5. | «Trip»             | 2:42         |

## Участники записи

### Музыканты
- Ник Кейв — вокал, электрогитара, орган, фортепиано
- Уоррен Эллис — акустическая гитара, электрическая мандолина, альт, скрипка, электрические бузуки, бэк-вокал
- Мартин Кейси — бас-гитара, акустическая гитара, бэк-вокал
- Джим Склавунос — ударные, перкуссия, бэк-вокал

### Техники
- Ник Лоне — продюсер
- Дом Морли — инженер
- Мэтт Лоуренс — инженер
- Джеймс Апарисио — помощник инженера
- Тим Янг — мастеринг
- Рохан Онрайт — техник

### Дизайнеры
- Полли Борланд — фотограф
- Том Хилингстон — дизайнер